# Ælfwine (roi du Deira)
Pour les articles homonymes, voir Ælfwine.
Ælfwine est un prince de Northumbrie né vers 661 et mort en 679. Il est roi du Deira de 670 à sa mort.

## Biographie
Ælfwine est le fils du roi Oswiu de Northumbrie et d'Eanflæd, la fille d'Edwin de Northumbrie. Lorsque Ecgfrith, fils d'Oswiu, monte sur le trône, en 670, il semble avoir confié le Deira, qui correspond à la moitié méridionale de la Northumbrie, à son frère Ælfwine.
Ælfwine est tué durant la bataille de la Trent, qui oppose Northumbriens et Merciens sur les berges du fleuve Trent en 679. Il est alors âgé de dix-huit ans d'après Bède le Vénérable. Sa mort aurait pu conduire à une escalade de la guerre entre les deux royaumes, mais l'intervention de Théodore, l'archevêque de Cantorbéry, permet d'apaiser la situation. Æthelred de Mercie, qui était le beau-frère d'Ælfwine du fait de son mariage avec la princesse Osthryth, paie un weregild à Ecgfrith en compensation de la mort du jeune prince.
Le Deira n'a plus de roi propre après la mort d'Ælfwine. Après sa mort, cette région est directement gouvernée par Ecgfrith, puis par ses successeurs sur le trône de Northumbrie,.